# Jay and Silent Bob Reboot
Jay and Silent Bob Reboot (bra: O Império (do Besteirol) Contra-Ataca: Reboot) é um filme de comédia estadunidense de 2019, escrito, dirigido, editado e estrelado por Kevin Smith. Referindo-se à sua comédia de 2001, Jay and Silent Bob Strike Back, Smith descreveu o filme como um remake/reboot. É o oitavo filme do View Askewniverse. O filme também é estrelado por Jason Mewes, e apresenta participações especiais de Brian O'Halloran, Jason Lee, Justin Long, Shannon Elizabeth, Rosario Dawson, Val Kilmer, Melissa Benoist, Craig Robinson, Tommy Chong, Chris Hemsworth, Matt Damon e Ben Affleck.
Foi lançado nos cinemas com sessões na América do Norte em 15 e 17 de outubro de 2019 e teve a segunda maior média por tela de 2019 (atrás de Gisaengchung), graças ao seu roadshow itinerante contínuo. Jay and Silent Bob Reboot é o primeiro filme a ter médias por tela acima de US$ 60 mil quatro vezes diferentes em sua exibição doméstica.

## Elenco
- Jason Mewes como Jay.
- Kevin Smith como Silent Bob.
- Harley Quinn Smith como Millennium "Milly" Faulken.
- Aparna Brielle como Jihad.
- Shannon Elizabeth como Justice Faulken.
- Brian O'Halloran como Dante Hicks.
- Jason Lee como Brodie Bruce.
- Joey Lauren Adams como Alyssa Jones.
- Jennifer Schwalbach Smith como a senhora McKenzie.

## Lançamento
O filme foi lançado em 15 de outubro de 2019, como parte de duas exibições noturnas do Fathom Events . A primeira exibição em 15 de outubro deu um cartaz de edição limitada do filme, e a segunda em 17 de outubro foi um filme duplo com Jay and Silent Bob Strike Back.

## Recepção
No site agregador de críticas Rotten Tomatoes, o filme tem um índice de aprovação de 64% com base em 42 críticas, com média de 6,30/10. O consenso crítico do site diz: “Focado nos fãs, Jay & Silent Bob Reboot tenta zombar da mesma nostalgia do público que está explorando – e o faz com frequência suficiente para satisfazer os fiéis.”  No Metacritic, o filme tem uma pontuação média ponderada de 46 em 100, com base em 7 críticos, indicando “críticas mistas ou médias”.